# Асоциация на МБА
Асоциацията на МБА, съкратено АМБА, е международна организация, базирана в Лондон.
Акредитира магистърски и докторски учебни програми по бизнес администрация съответно за образователна степен магистър по бизнес администрация (МБА) или доктор по бизнес администрация (ДБА).
Тя е сред 3-те световни организации в сферата на акредитацията на бизнес/мениджмънт програми. Различава се от AACSB в САЩ и EQUIS в Европа по това, че акредитира само отделни МБА програми, а не цели бизнес факултети или университети. АМБА е най-разпространената в света измежду тях, тъй като има акредитирани програми в институции, базирани в 46 страни, в сравнение с 42 за AACSB и 38 за EQUIS.
Към септември 2011 г. Асоциацията на МБА е акредитирала 189 бизнес училища, които предлагат над 700 МБА и докторски програми в над 70 страни. От тях 30 акредитирани училища са в страните от БРИК и 29 са в Латинска Америка.
Сегашният президент на АМБА е сър Пол Джадж, съосновател на бизнес училището Кеймбридж Джадж в Кеймбриджкия университет.